# Liste der Monuments historiques in Ville-Dommange
Die Liste der Monuments historiques in Ville-Dommange führt die Monuments historiques in der französischen Gemeinde Ville-Dommange auf.

## Liste der Immobilien
| Bezeichnung    | Beschreibung                                                                                     | Standort                      | Kennzeichnung | Schutzstatus | Datum | Bild           |
| -------------- | ------------------------------------------------------------------------------------------------ | ----------------------------- | ------------- | ------------ | ----- | -------------- |
| Kirche St-Lié  | ab dem 13. Jahrhundert                                                                           | Rue de l’Église (Lage)        | PA00078895    | Classé       | 1919  | weitere Bilder |
| Kapelle St-Lié | ab dem 12. Jahrhundert; zugehörig zwei Bunker, zwischen 1914 und 1918, nordöstlich des Friedhofs | nordwestlich des Ortes (Lage) | PA00078894    | Classé       | 1922  | weitere Bilder |

## Liste der Objekte
| Bezeichnung                           | Beschreibung                                                                              | Standort                           | Kennzeichnung | Schutzstatus | Datum | Bild |
| ------------------------------------- | ----------------------------------------------------------------------------------------- | ---------------------------------- | ------------- | ------------ | ----- | ---- |
| Skulptur Heiliger Laetus von Micy (1) | Kalkstein, farbig gefasst, 15. Jahrhundert                                                | in der Kirche St-Lié (Lage)        | PM51001983    | Inscrit      | 1978  |      |
| Taufbecken                            | Kalkstein, 16. oder 17. Jahrhundert                                                       | in der Kirche St-Lié (Lage)        | PM51001988    | Inscrit      | 1978  |      |
| Zwei Kirchenfenster                   | aus dem 16. Jahrhundert                                                                   | in der Kirche St-Lié (Lage)        | PM51001166    | Classé       | 1919  |      |
| Skulptur Madonna mit Kind (1)         | Stein, farbig gefasst, 16. Jahrhundert                                                    | in der Kapelle St-Lié (Lage)       | PM51001982    | Inscrit      | 1989  |      |
| Fünf Skulpturen                       | Fragmente; Stein, farbig gefasst, 16. Jahrhundert                                         | in der Kapelle St-Lié (Lage)       | PM51001987    | Inscrit      | 1989  |      |
| Hauptaltar                            | Marmor, Holz, 18. Jahrhundert                                                             | in der Kirche St-Lié (Lage)        | PM51001167    | Classé       | 1908  |      |
| Zwei Wandteppiche                     | mit Darstellungen aus dem Leben des heiligen Laetus von Micy; Tapisserie, 16. Jahrhundert | in der Kirche St-Lié (Lage)        | PM51001169    | Classé       | 1915  |      |
| Skulptur Heiliger Laetus von Micy (2) | Kalkstein, einfarbig gefasst, 16. Jahrhundert                                             | in der Kapelle St-Lié (Lage)       | PM51001985    | Inscrit      | 1989  |      |
| Adlerpult                             | Holz, 18. Jahrhundert                                                                     | in der Kirche St-Lié (Lage)        | PM51001990    | Inscrit      | 1978  |      |
| Zwei Konsoltische                     | Holz, Marmor, 18. Jahrhundert                                                             | in der Kirche St-Lié (Lage)        | PM51001170    | Classé       | 1979  |      |
| Zwei Weinkrüge                        | Silber, 18. Jahrhundert                                                                   | in der Kirche St-Lié (Lage)        | PM51003720    | Inscrit      | 2017  |      |
| Skulptur Madonna mit Kind (2)         | Stein, einfarbig gefasst, 14. Jahrhundert                                                 | in der Kapelle St-Lié (Lage)       | PM51001981    | Inscrit      | 1989  |      |
| Passionsretabel                       | Stein, farbig gefasst, 15. Jahrhundert                                                    | in der Kapelle St-Lié (Lage)       | PM51001984    | Inscrit      | 1989  |      |
| Skulptur Madonna auf der Mondsichel   | Stein, 16. Jahrhundert; in der Kirche St-Lié deponiert                                    | außen an der Kapelle St-Lié (Lage) | PM51001165    | Classé       | 1908  |      |
| Chorschranke                          | Schmiedeeisen, 18. Jahrhundert                                                            | in der Kirche St-Lié (Lage)        | PM51001168    | Classé       | 1908  |      |
| Skulptur Johannes der Täufer          | Stein, einfarbig gefasst, 15. oder 16. Jahrhundert                                        | in der Kapelle St-Lié (Lage)       | PM51001986    | Inscrit      | 1989  |      |
| Kreuzigungsgruppe                     | ehemals auf dem Triumphbogen; Holz, farbig gefasst, 17. Jahrhundert                       | in der Kirche St-Lié (Lage)        | PM51001989    | Inscrit      | 1978  |      |
| Beichtstuhl                           | Eichenholz, um 1935                                                                       | in der Kirche St-Lié (Lage)        | PM51001991    | Inscrit      | 1978  |      |
| Skulptur Ecce homo                    | Kalkstein, farbig gefasst, 16. Jahrhundert                                                | in der Kirche St-Lié (Lage)        | PM51001992    | Inscrit      | 1978  |      |